# Guraszáda

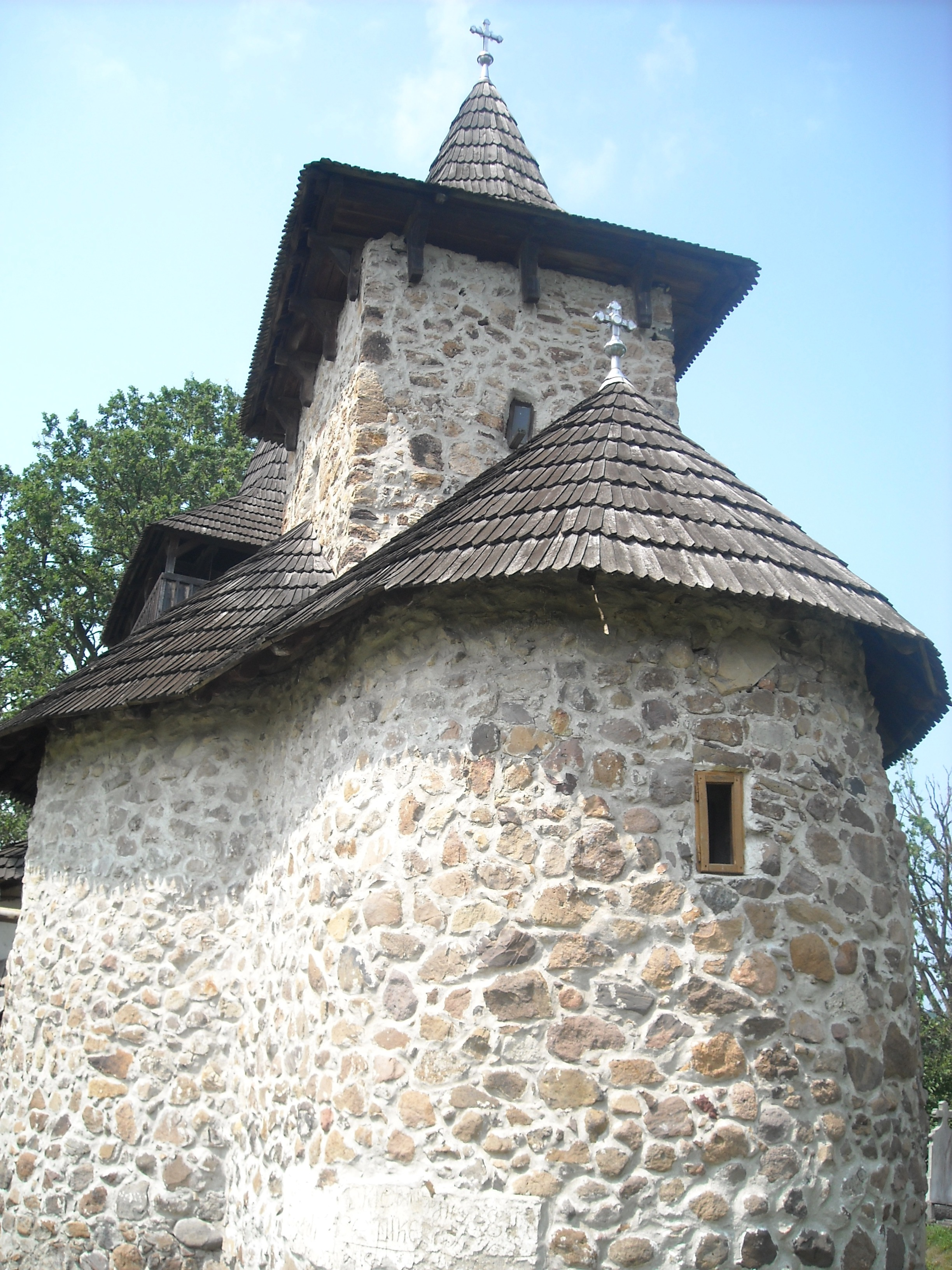

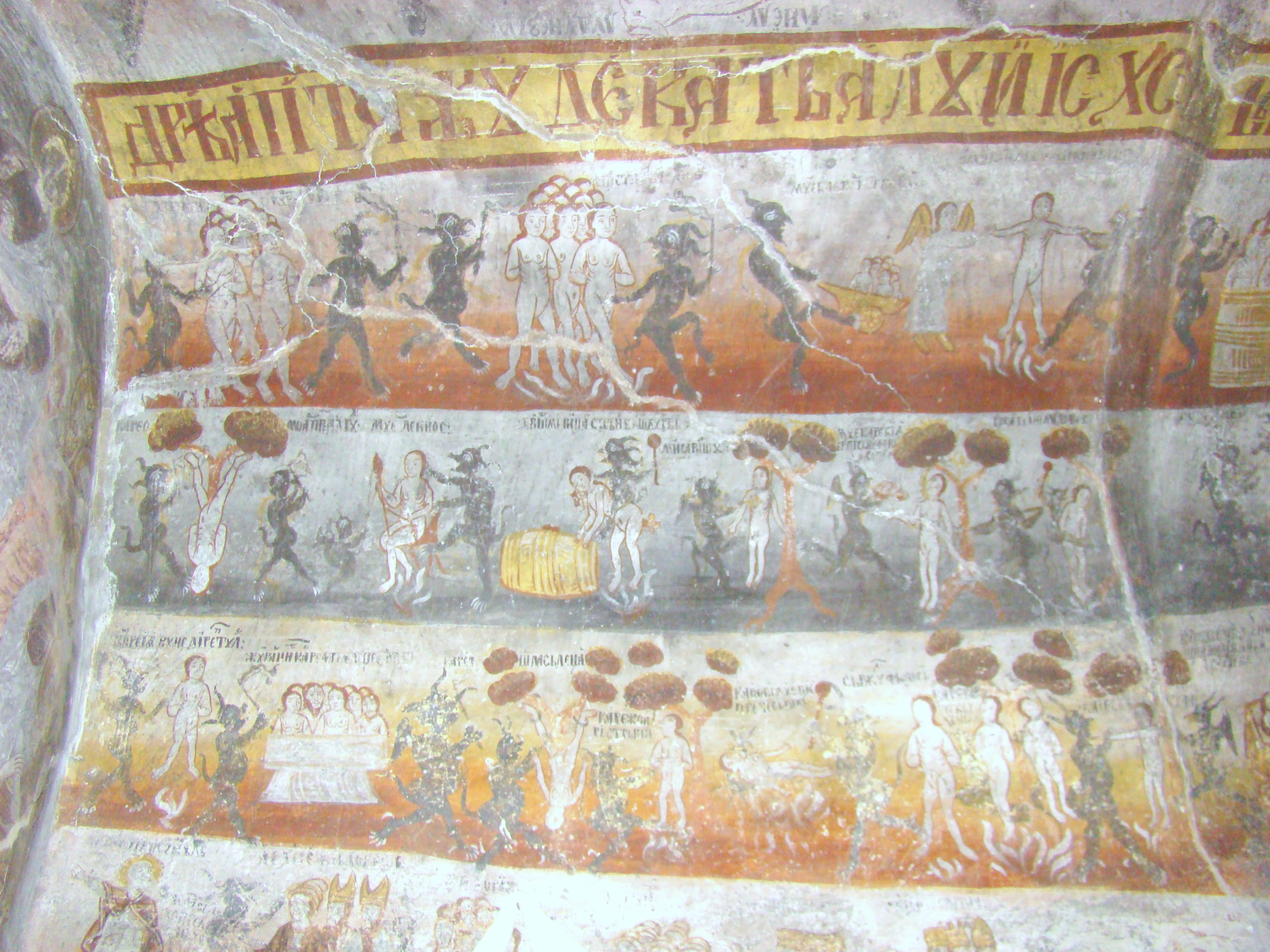
Az utolsó ítélet

Guraszáda (románul: Gurasada) falu Romániában, Erdélyben, Hunyad megyében.

## Fekvése
Dévától 30 kilométerre északnyugatra, a Maros jobb partján, a 7-es főút mentén fekszik.

## Nevének eredete
Neve tautologikus, ugyanis mind a régi magyar eredetű szád, mind a román gură 'száj'-at, 'nyílás'-t jelöl. Neve sokáig csupán Szád, majd Szádja, mai neve pedig a 18. század első felében tűnt fel: Zad (1292), Zaad és Zadya (1468), Guraszáda (1733), Gura Szaduluj (1750), Gurásza (1808).

## Története
Az Ákos nemzetségbeli Illyei család 1292-ben kapott engedélyt rá, hogy területére románokat telepítsen. Lakói később nagyrészt tutajozással foglalkoztak. 1808-ban járási székhely volt.

## Lakossága
- 1850-ben 636 lakosából 618 volt román, 9 cigány és 5 magyar nemzetiségű; 629 görögkatolikus és 4 református vallású.
- 1910-ben 735 lakosából 648 volt román és 68 magyar anyanyelvű; 655 ortodox, 35 református, 25 római katolikus és 14 zsidó vallású.
- 2002-ben 397 lakosából 392 volt román és 4 magyar nemzetiségű; 359 ortodox, 11 baptista, 9 adventista, 7 római katolikus és 5 pünkösdista vallású.

## Nevezetességei
- A falu keleti végében, az országút mellett álló ortodox templom különböző építési fázisait a felújítás tudatosan hangsúlyozza. A vakolatlan, terméskövekből habarccsal épített rész a 13. századból való és eredetileg négy karéjú körtemplom volt (alaprajzában a székelyudvarhelyi Jézus-kápolna és a haraszti templom első kiképzésének párja). Ehhez később négyzetes hajót, majd egy újabb fázisban még egy tornyot építettek. Egyik tornyában egy 1668-ban, brassói szász mester által öntött latin betűs, a másikban egy 1765-ből való cirill betűs harang függ. Falfestményeit 1765-ben a dévai Ioan és a pitești-i Nicolae készítette. Valószínűleg az ő munkájuk az utolsó ítélet népi humorral átitatott ábrázolása is a pitvar falán.
- A volt Klobusiczky-udvarház a 18–19. században épült. 1934-ben itt, Klobusiczky Elemérnél vendégeskedett Patrick Leigh Fermor. Államosítása után a Mezőgazdasági Minisztérium mint fajtanemesítő kísérleti állomást használta. Az örökösök nem igényelték vissza. Két és fél hektáros park övezi, almáskerttel és bambuszokkal.

## Gazdaság
Határában bentonitot bányásznak.

## Híres emberek
- Itt született 1888-ban Silviu Dragomir történész.

## Képek

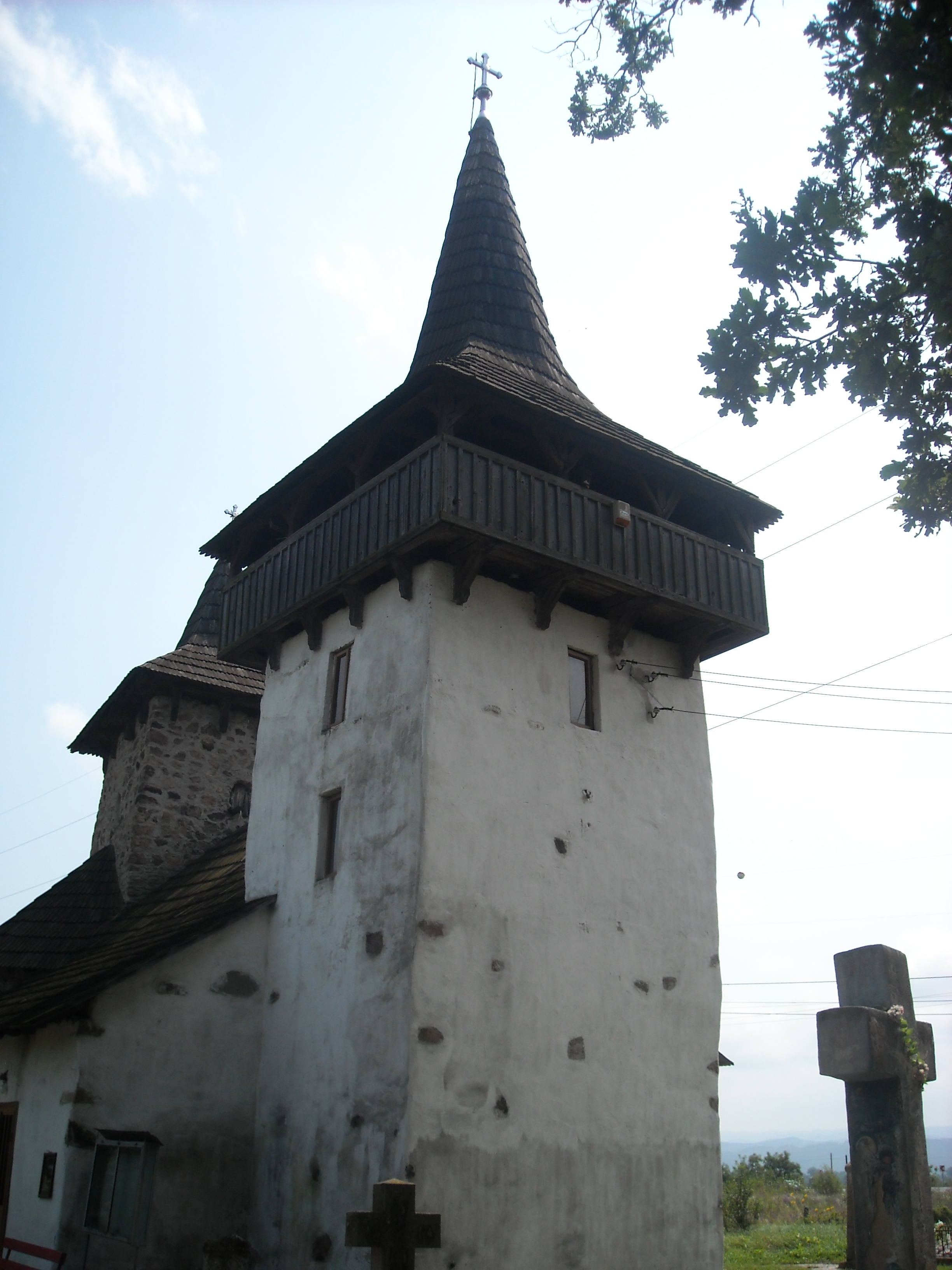
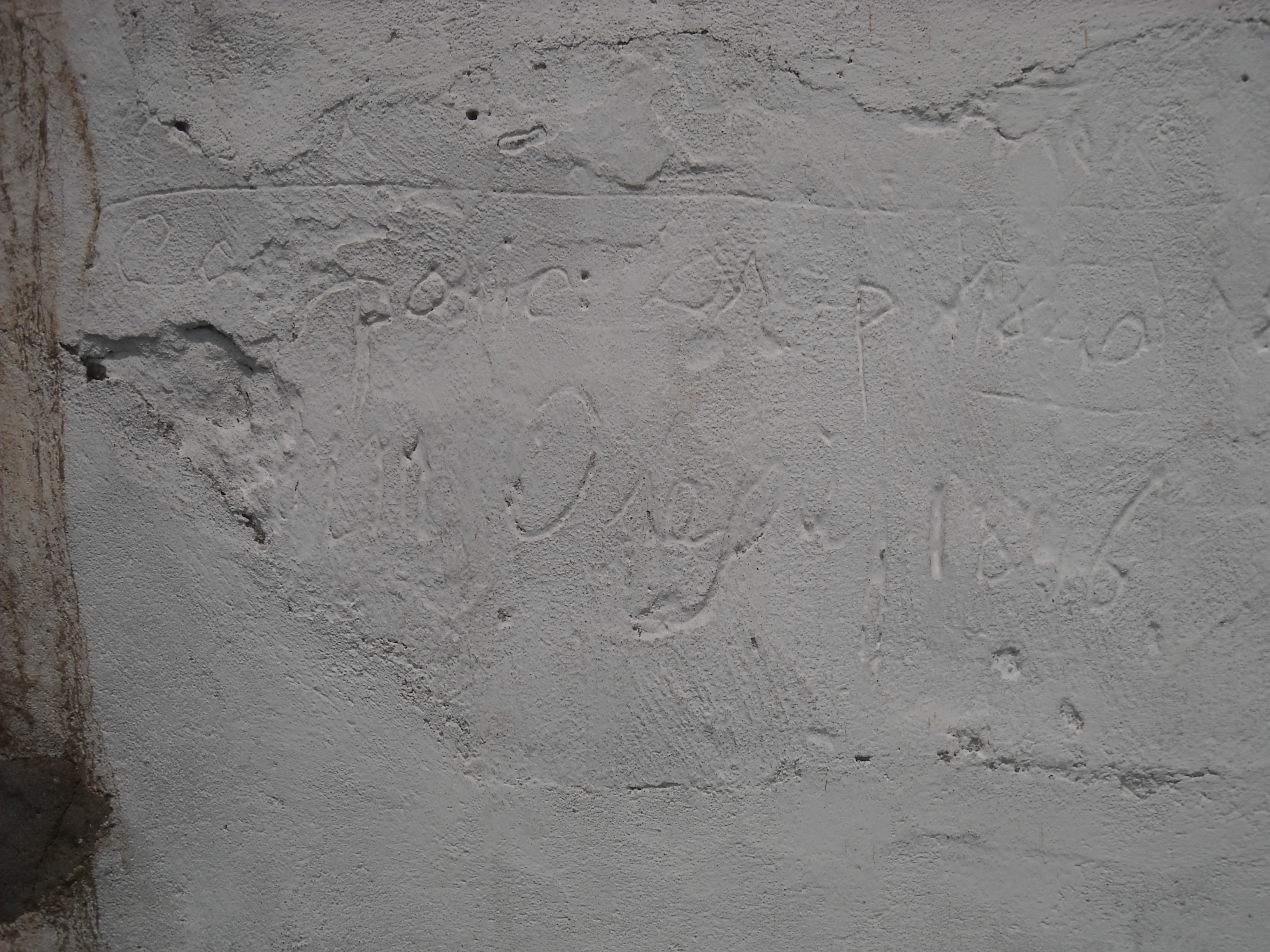
1846-ból származó, cirill betűs bevésés a templom falán
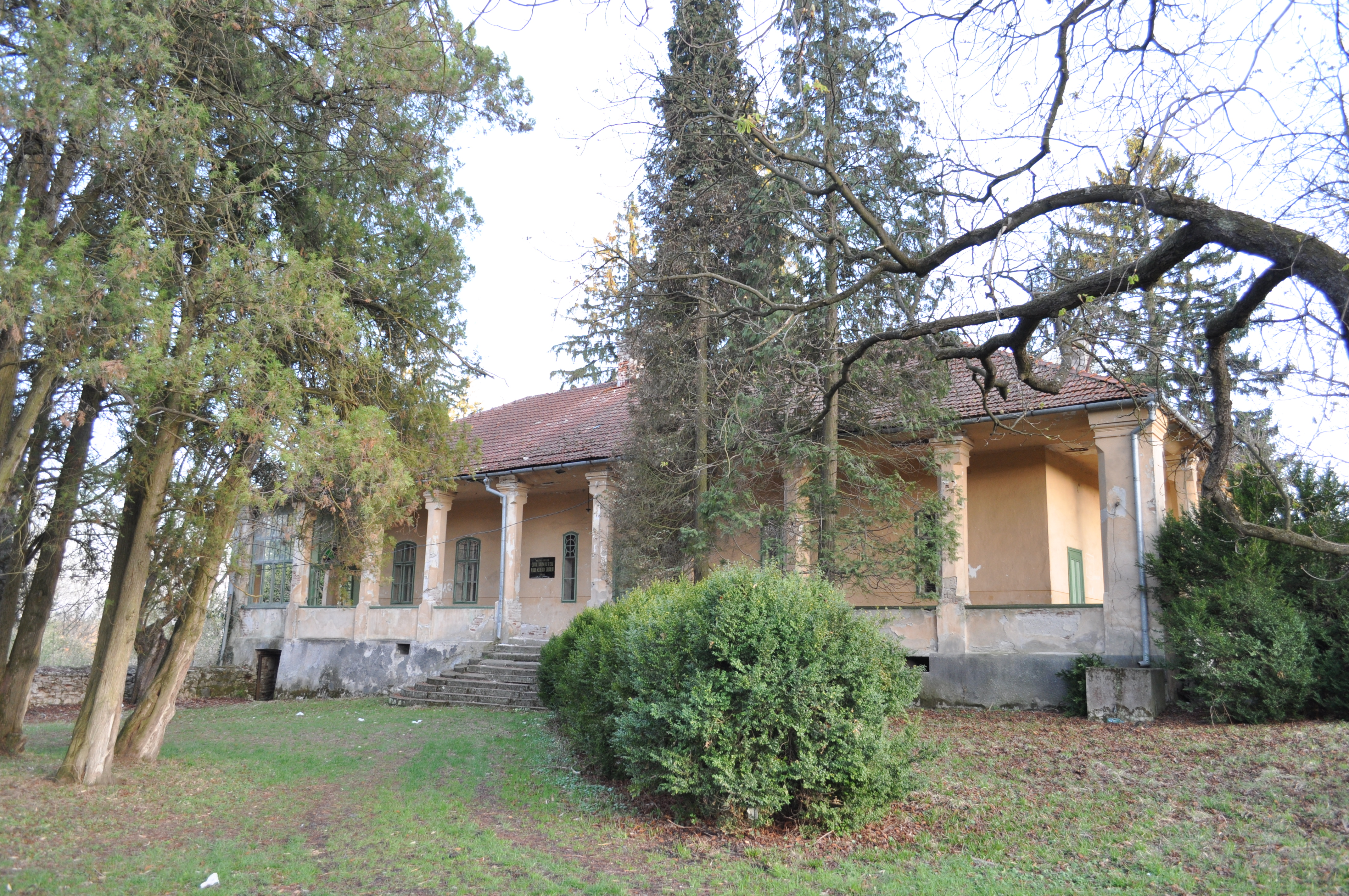
Klobusiczky-udvarház
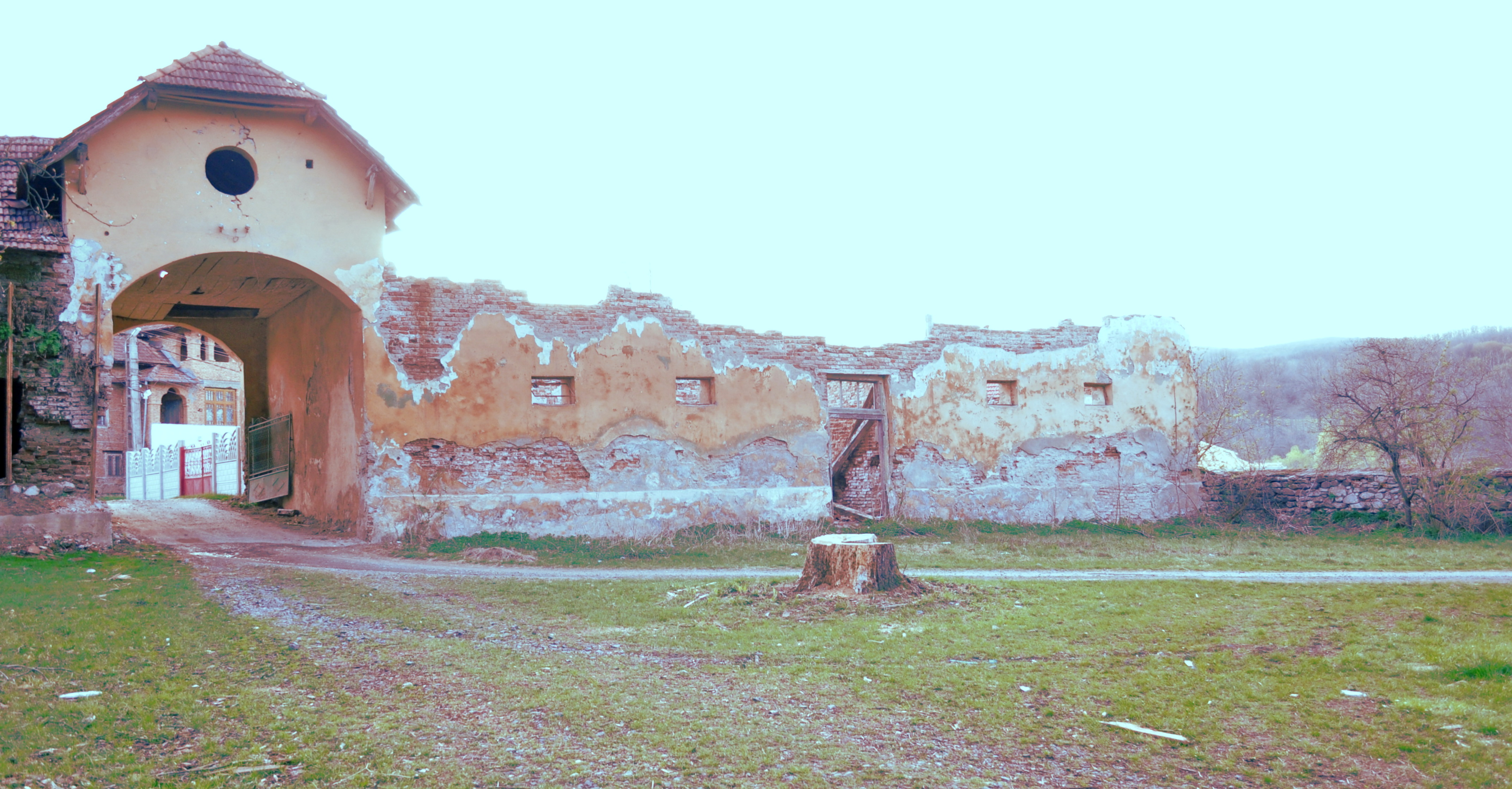
A kastély parkjának kapuja és romos kerítőfala
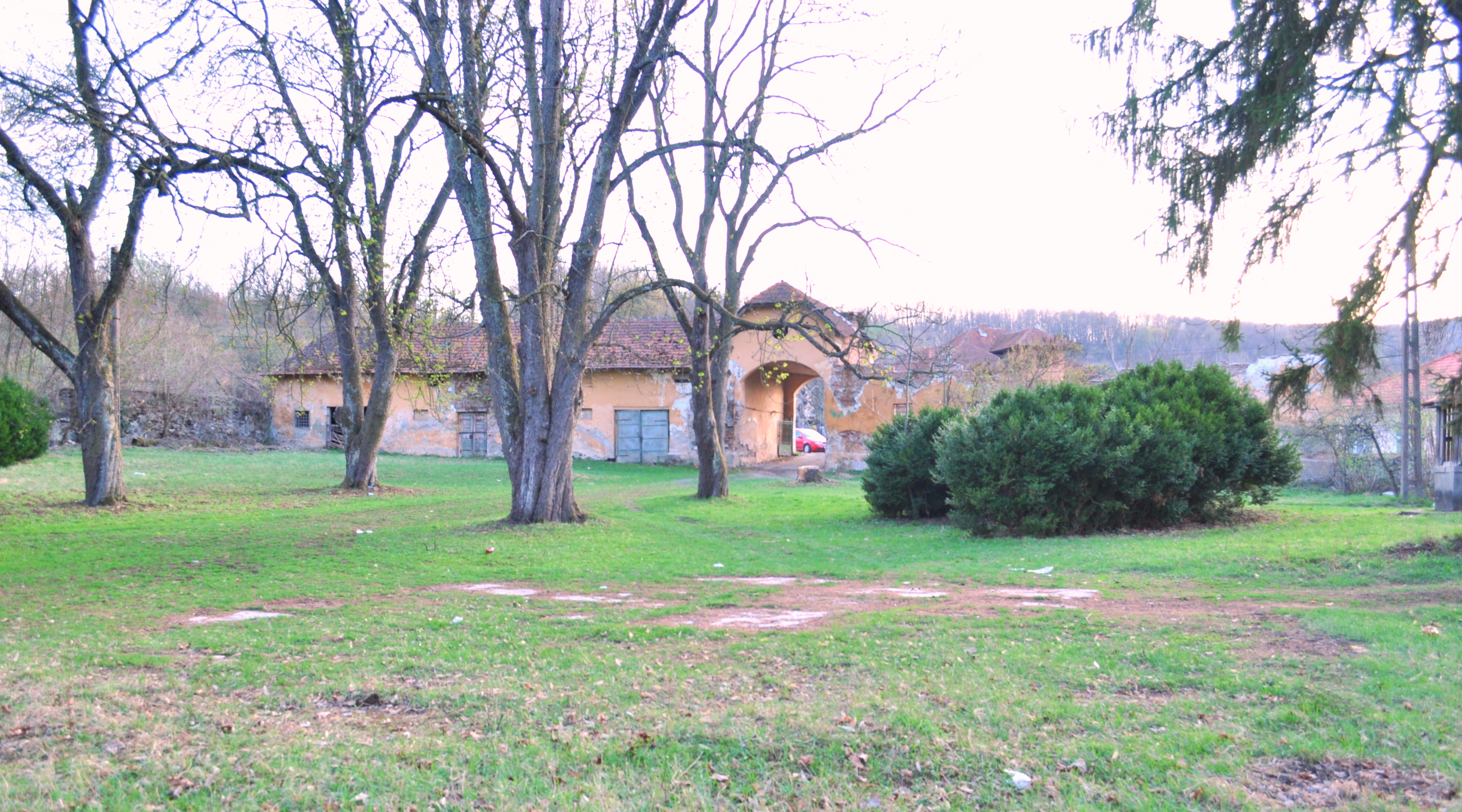
A kastélypark részlete